# 鋸棘白鰩
鋸棘白鰩（學名：Leucoraja pristispina），為軟骨魚綱鰩目鰩科白魟屬的一種，分布於東印度洋澳洲和印度尼西亞東部沿岸海域，深度202至504公尺，本魚體盤狹窄，倒置心形至近圓形，頂端寬圓，寬度為體長的54–60%，長度的1.1–1.2倍，尾部延長，逐漸變細，長度為從吻端到泄殖腔後部的距離的1–1.1倍，上顎前長度為體長的13–14%，鼻內寬度的1.7–2倍，頭腹長為體長的25-28％，吻長為眶間寬的2.7-3.4倍，第一背鰭起點至尾尖的距離為第一背鰭基長的2.1-2.7倍，尾鰭長的1.6-4.3倍，背盤多刺，幾乎完全被細小的細齒、刺和小刺覆蓋，背部均勻呈淡灰色或褐色，腹部均勻呈白色，腹側感覺孔無黑邊，幼魚的背鰭基部顏色較淺，外緣為黑色，體長可達40.1公分，棲息在大陸棚及大陸坡海域，為底棲性魚類，肉食性，卵生，生活習性不明。